# Rumunia na Zimowych Igrzyskach Olimpijskich 2002
Rumunię na Zimowych Igrzyskach Olimpijskich 2002 reprezentowało 21 zawodników, 11 mężczyzn i 10 kobiet.
Był to siedemnasty start Rumunii na zimowych igrzyskach olimpijskich.

## Wyniki reprezentantów Rumunii

### Biathlon

#### Kobiety
| Zawodnik              | Konkurencja       | Strata | Czas       | Ilość pudeł | Pozycja    | Źródło |
| --------------------- | ----------------- | ------ | ---------- | ----------- | ---------- | ------ |
| Dana Plotogea-Cojocea | Sprint            | —      | 24:17.3    | 1 (0+1)     | 55.        | [ 1 ]  |
| Éva Tófalvi           | Sprint            | —      | 24:43.7    | 3 (2+1)     | 61.        | [ 1 ]  |
| Alexandra Rusu-Stoian | Sprint            | —      | 27:20.0    | 6 (3+3)     | 72.        | [ 1 ]  |
| Dana Plotogea-Cojocea | Bieg pościgowy    | +3:36  | Zdublowana | Zdublowana  | Zdublowana | [ 2 ]  |
| Éva Tófalvi           | Bieg indywidualny | —      | 54:36.7    | 3 (2+0+1+0) | 52.        | [ 3 ]  |
| Dana Plotogea-Cojocea | Bieg indywidualny | —      | 57:37.0    | 5 (2+1+0+2) | 61.        | [ 3 ]  |

#### Mężczyźni
| Zawodnik    | Konkurencja       | Strata | Czas    | Ilość pudeł | Pozycja | Źródło |
| ----------- | ----------------- | ------ | ------- | ----------- | ------- | ------ |
| Marian Blaj | Sprint            | —      | 27:25.5 | 1 (1+0)     | 42.     | [ 4 ]  |
| Marian Blaj | Bieg pościgowy    | +2:34  | 39:31.2 | 6 (2+2+1+1) | 55.     | [ 5 ]  |
| Marian Blaj | Bieg indywidualny | —      | 57:36.8 | 3 (1+1+0+1) | 51.     | [ 6 ]  |

### Bobsleje

#### Kobiety
| Zawodnik                    | Konkurencja | Czas ślizgu | Czas ślizgu | Suma czasów | Pozycja | Źródło |
| Zawodnik                    | Konkurencja | 1           | 2           | Suma czasów | Pozycja | Źródło |
| --------------------------- | ----------- | ----------- | ----------- | ----------- | ------- | ------ |
| Erika Kovacs Maria Spirescu | Dwójki      | 50.12       | 50.62       | 1:40.74     | 15.     | [ 7 ]  |

#### Mężczyźni
| Zawodnik                                                         | Konkurencja | Czas ślizgu | Czas ślizgu | Czas ślizgu | Czas ślizgu | Suma czasów | Pozycja | Źródło |
| Zawodnik                                                         | Konkurencja | 1           | 2           | 3           | 4           | Suma czasów | Pozycja | Źródło |
| ---------------------------------------------------------------- | ----------- | ----------- | ----------- | ----------- | ----------- | ----------- | ------- | ------ |
| Adrian Duminicel Florian Enache                                  | Dwójki      | 48.52       | 48.51       | 48.65       | 48.75       | 3:14.43     | 25.     | [ 8 ]  |
| lorian Enache Adrian Duminicel Iulian Păcioianu Teodor Demetriad | Czwórki     | 47.59       | 47.66       | 48.19       | 48.22       | 3:11.66     | 21.     | [ 9 ]  |

### Biegi narciarskie

#### Mężczyźni

##### Sprint
| Zawodnik    | Konkurencja | Eliminacje | Eliminacje | Ćwierćfinał | Ćwierćfinał | Półfinał | Półfinał | Finał | Finał   | Pozycja | Źródło |
| Zawodnik    | Konkurencja | Czas       | Pozycja    | Czas        | Pozycja     | Czas     | Pozycja  | Czas  | Pozycja | Pozycja | Źródło |
| ----------- | ----------- | ---------- | ---------- | ----------- | ----------- | -------- | -------- | ----- | ------- | ------- | ------ |
| Zsolt Antal | Sprint      | 3:05.24    | 46.        | NQ          | NQ          | NQ       | NQ       | NQ    | NQ      | 45.     | [ 10 ] |

##### Bieg łączony
| Zawodnik    | Konkurencja           | 10 km techniką klasyczną | 10 km techniką klasyczną | 10 km techniką dowolną | 10 km techniką dowolną | Suma czasów      | Pozycja          | Źródło |
| Zawodnik    | Konkurencja           | Czas                     | Pozycja                  | Czas                   | Pozycja                | Suma czasów      | Pozycja          | Źródło |
| ----------- | --------------------- | ------------------------ | ------------------------ | ---------------------- | ---------------------- | ---------------- | ---------------- | ------ |
| Zsolt Antal | Bieg łączony na 20 km | 29:13.0                  | 59.                      | NQ                     | NQ                     | Nieklasyfikowany | Nieklasyfikowany | [ 11 ] |

##### Dystanse
| Zawodniczka | Konkurencja            | Czas      | Pozycja | Źródło |
| ----------- | ---------------------- | --------- | ------- | ------ |
| Zsolt Antal | 30 km techniką dowolną | 1:14:47.1 | 26.     | [ 12 ] |

### Łyżwiarstwo figurowe

#### Kobiety
| Zawodnik    | Konkurencja | Program krótki                     | Program krótki | Program krótki | Program dowolny                    | Program dowolny | Program dowolny | Suma punktów | Pozycja | Źródło |
| Zawodnik    | Konkurencja | Oceny sędziów                      | Pozycja        | Punkty         | Oceny sędziów                      | Pozycja         | Punkty          | Suma punktów | Pozycja | Źródło |
| ----------- | ----------- | ---------------------------------- | -------------- | -------------- | ---------------------------------- | --------------- | --------------- | ------------ | ------- | ------ |
| Roxana Luca | Solistki    | 6 sędziów - 23. pozycja lub wyższa | 24.            | 12 pkt         | 9 sędziów - 23. pozycja lub wyższa | 23.             | 23 pkt          | 35 pkt       | 19.     | [ 13 ] |

##### Mężczyźni
| Zawodnik        | Konkurencja | Program krótki                     | Program krótki | Program krótki | Program dowolny                    | Program dowolny | Program dowolny | Suma punktów | Pozycja | Źródło |
| Zawodnik        | Konkurencja | Oceny sędziów                      | Pozycja        | Punkty         | Oceny sędziów                      | Pozycja         | Punkty          | Suma punktów | Pozycja | Źródło |
| --------------- | ----------- | ---------------------------------- | -------------- | -------------- | ---------------------------------- | --------------- | --------------- | ------------ | ------- | ------ |
| Gheorghe Chiper | Soliści     | 7 sędziów - 23. pozycja lub wyższa | 23.            | 11,5 pkt       | 5 sędziów - 20. pozycja lub wyższa | 21.             | 21 pkt          | 32,5 pkt     | 23.     | [ 14 ] |

### Łyżwiarstwo szybkie

#### Kobiety
| Zawodniczka    | Konkurencja | Czas    | Pozycja | Źródło |
| -------------- | ----------- | ------- | ------- | ------ |
| Andrea Jakab   | 1000 m      | 1:19.60 | 34.     | [ 15 ] |
| Andrea Jakab   | 1500 m      | 2:02.23 | 31.     | [ 16 ] |
| Daniela Oltean | 1500 m      | 2:04.48 | 36.     | [ 16 ] |
| Andrea Jakab   | 3000 m      | 4:17.03 | 24.     | [ 17 ] |
| Daniela Oltean | 3000 m      | 4:21.73 | 29.     | [ 17 ] |

### Narciarstwo alpejskie

#### Kobiety
| Zawodnik           | Konkurencja   | 1. przejazd | 1. przejazd | 2. przejazd | 2. przejazd | Suma czasów | Pozycja | Źródło |
| Zawodnik           | Konkurencja   | Czas        | Pozycja     | Czas        | Pozycja     | Suma czasów | Pozycja | Źródło |
| ------------------ | ------------- | ----------- | ----------- | ----------- | ----------- | ----------- | ------- | ------ |
| Alexandra Munteanu | Zjazd         | 1:46.29     | 33.         | —           | —           | 1:46.29     | 33.     | [ 18 ] |
| Alexandra Munteanu | Supergigant   | 1:17.84     | 29.         | —           | —           | 1:17.84     | 29.     | [ 19 ] |
| Alexandra Munteanu | Slalom gigant | 1:22.20     | 48.         | 1:20.00     | 40.         | 2:42.20     | 41.     | [ 20 ] |

| Zawodnik           | Konkurencja | Slalom | Slalom | Slalom      | Slalom  | Zjazd   | Zjazd   | Suma czasów | Pozycja | Źródło |
| Zawodnik           | Konkurencja | 1      | 2      | Suma czasów | Pozycja | Czas    | Pozycja | Suma czasów | Pozycja | Źródło |
| ------------------ | ----------- | ------ | ------ | ----------- | ------- | ------- | ------- | ----------- | ------- | ------ |
| Alexandra Munteanu | Kombinacja  | 50.77  | 48.23  | 1:39.00     | 25.     | 1:19.53 | 22.     | 2:58.53     | 22.     | [ 21 ] |

### Saneczkarstwo

#### Mężczyźni
| Zawodnik                            | Konkurencja | Czas ślizgu | Czas ślizgu | Czas ślizgu | Czas ślizgu | Suma czasów | Pozycja | Źródło |
| Zawodnik                            | Konkurencja | 1           | 2           | 3           | 4           | Suma czasów | Pozycja | Źródło |
| ----------------------------------- | ----------- | ----------- | ----------- | ----------- | ----------- | ----------- | ------- | ------ |
| Ion Cristian Stanciu                | Jedynki     | 46.176      | 46.203      | 46.080      | 46.155      | 3:04.614    | 32.     | [ 22 ] |
| Marian Tican                        | Jedynki     | 46.486      | 46.346      | 46.115      | 46.352      | 3:05.299    | 34.     | [ 22 ] |
| Eugen Radu                          | Jedynki     | 56.608      | 46.096      | 46.299      | 46.324      | 3:15.327    | 44.     | [ 22 ] |
| Marian Tican Eugen Radu             | Dwójki      | 43.901      | 43.945      | —           | —           | 1:27.846    | 15.     | [ 23 ] |
| Ion Cristian Stanciu Robert Taleanu | Dwójki      | 43.977      | 43.979      | —           | —           | 1:27.956    | 16.     | [ 23 ] |

### Short track

#### Kobiety
| Zawodnik       | Konkurencja | Eliminacje | Eliminacje | Ćwierćfinały | Ćwierćfinały | Półfinały | Półfinały | Finał B | Finał B | Finał A | Finał A | Pozycja | Źródło |
| Zawodnik       | Konkurencja | Czas       | Pozycja    | Czas         | Pozycja      | Czas      | Pozycja   | Czas    | Pozycja | Czas    | Pozycja | Pozycja | Źródło |
| -------------- | ----------- | ---------- | ---------- | ------------ | ------------ | --------- | --------- | ------- | ------- | ------- | ------- | ------- | ------ |
| Katalin Kristó | 500 m       | 46.956     | 3.         | NQ           | NQ           | NQ        | NQ        | NQ      | NQ      | NQ      | NQ      | 22.     | [ 24 ] |
| Katalin Kristó | 1000 m      | 1:42.276   | 3.         | NQ           | NQ           | NQ        | NQ        | NQ      | NQ      | NQ      | NQ      | 20.     | [ 25 ] |
| Katalin Kristó | 1500 m      | 2:28.709   | 4.         | —            | —            | NQ        | NQ        | NQ      | NQ      | NQ      | NQ      | 17.     | [ 26 ] |